# 寺田千穂
寺田 千穂（てらだ ちほ、1973年1月26日 - ）は、日本の女優・タレント。神奈川県出身。
ラッシュアップ所属。

## 人物
特技は、ジャズバレエ・英会話・地唄舞（葛流）。趣味は、絵画鑑賞・映画鑑賞・ジャズ(唄)・バドミントン・マラソン。

## 出演

### 映画
- いつか どこかで（1992年、東宝、監督：小田和正）
- 新・第三の極道（1996年、東映、監督：石原興） - アツコ
- うなぎ（1997年、松竹、監督：今村昌平） - 山下恵美子
- 野獣の肖像（1998年、日活、監督：広瀬真人） - 鬼塚友子
- スペーストラベラーズ（2000年、東映） - ニュースキャスター鈴木
- およう（2002年、松竹、監督：関本郁夫） - きく子
- TANNKA（2006年、東映、監督：阿木燿子）
- 手紙（2006年、ギャガ、監督：生野慈朗）
- 魂の教育（監督：白鳥哲）
- 不食の時代 〜愛と慈悲の少食〜（2010年、監督：白鳥哲） - 森垣奈津子

### Vシネマ
- パチンカー奈美（1992年、徳間ジャパンコミュニケーションズ）
- 闇ゴルファー2 黄金のパター（1995年、大映） - 奥本梨沙
- 濡れ事師（1995年、ギャガ・コミュニケーションズ）
- 首領への道17（2001年、竹書房、ミュージアム）

### テレビドラマ
- 幕府お耳役檜十三郎 第10話「恋におちたら地獄ゆき」（1991年6月2日、テレビ東京 / 松竹）
- 結婚専科30 （1992年） - 林泰文の婚約者 役(役名不明)
- 悪いこと（1992年、フジテレビ系） 第19話
- 水戸黄門（TBS / C.A.L）
  - 第22部 第11話「弟思いのあほんだら兄貴 -大坂-」（1993年7月26日） - お袖 役
  - 第25部 第33話「姑ふたりの嫁いびり -角館-」（1997年8月11日） - 八木原琴路 役
  - 第26部 第25話「母に背いた娘の涙 -諏訪-」（1998年8月10日） - お美代 役
  - 第39部 第11話「若妻の言えない秘密?・天草」（2008年12月22日） - おきぬ 役
- セールスレディは何を見た（1993年、テレビ朝日系） - 工藤真由美 役
- ドラマ30 / 愛のたくらみ（1993年、中部日本放送） - 木村知美 役
- 殿さま風来坊隠れ旅 第8話「治之進、一世一代の恋」（1994年、テレビ朝日系） - お光 役
- 名奉行 遠山の金さん（テレビ朝日 / 東映）
  - 第6シリーズ 第13話「覗かれた男装の女」（1994年） - 勝乃 役
  - 第7シリーズ 第16話「消えた女!裏切りの集団見合い」（1996年） - お峰 役
- サザンスコール（1994年、NHK-BS） - 良江役
- 西遊記（1994年、日本テレビ系） - 艶竜 役
- ザ・ファースト・フード（1994年、NHK-ハイビジョン） - 香取綾 役
- STATION（1995年、日本テレビ系）
- 暴れん坊将軍シリーズ（ANB / 東映）
  - 暴れん坊将軍III 第123話「愛の漁火、九十九里に消えて」（1990年） - おみつ 役（松原由佳 名義）
  - 暴れん坊将軍VI 第16話「俺は天下の偽将軍」（1995年） - お美代 役
  - 暴れん坊将軍VII 第6話「てんやわんやの親孝行」（1996年） - 雪乃 役
  - 暴れん坊将軍X 第6話「大嘘つきの美女! 愛を試した裏帳簿」（2000年） - 佳代 役
- 事件・市民の判決（1995年、テレビ東京系）
- 水戸黄門外伝 かげろう忍法帖 第11話「非情の試し撃ち」（1995年、TBS系） - おみよ、おつる 役（二役）
- 江戸の用心棒II 第7話「悪事千里を走る」（1995年、日本テレビ系） - お里 役
- 金田一少年の事件簿（1995年、日本テレビ系） - 神崎詩織 役
- 金曜エンタテイメント（フジテレビ系）
  - 「浅見光彦シリーズ（2）横浜殺人事件」（1996年）
  - 「釣りデカ事件簿－海の密室」（1997年）
  - 「山村美紗 京都妖しの女館面殺人事件」（1998年） - 徳千代 役
  - 「ナースな探偵 幽霊は復讐する」（1998年）
  - ツインズな探偵1（1999年） - 村井百合子 役
  - 「山村美紗サスペンス 京都妖しの清少納言殺人事件」（2002年） - 野上令子 役
  - 「妻は多重人格者」（2006年）
- 最後の家族旅行（1996年、TBS）
- 新春ドラマスペシャル スチュワーデス刑事（1997年、フジテレビ系）
- 20の赤いバラ（1997年、テレビ朝日系）
- 火曜サスペンス劇場（日本テレビ系）
  - 「追跡（1）連続婦女暴行事件と不倫殺人事件」（1997年） - 神谷智子 役[1]
  - 「月のかたち（1998年）」 - 中上みどり 役
  - 「女検事・霞夕子（10）執念」（1997年） - 三好早苗 役
- 月曜ドラマ・イン 研修医なな子（1997年、テレビ朝日系） - 井上博子 役
- 土曜ワイド劇場（テレビ朝日系）
  - 「船長シリーズ（9）愛と死の殺人海流」（1997年） - 藤下光子 役
  - 「美人エステティシャン殺し」（1997年） - 明美役
  - 「終着駅シリーズ（11）殺人の債権」（1999年） - 落合朱実 役
  - 「狩矢父娘シリーズ 京都貴船川殺人事件」（2000年） - 川村貴子 役
  - 「牟田刑事官事件ファイル」（2001年） - 田代婦警 役
  - 「犬は見た」（2004年）
  - 「キソウの女 帆村純III〜刑事部機動捜査隊〜」（2006年、ABC）
  - 「おとり捜査官・北見志穂(11) 爆破予告犯から来た挑戦状!!」（2006年） - 林康恵 役
  - 「人類学者・岬久美子の殺人鑑定1」（2010年9月4日） - 鷹取照美 役
  - 「炎の警備隊長・五十嵐杜夫9」（2011年7月9日） - 田村久実 役
  - 「再捜査刑事・片岡悠介3」（2012年3月24日） - 樋口貴代 役
  - 「内田康夫サスペンス・福原警部4」（2012年4月14日） - 本村多恵子 役
  - 「100の資格を持つ女8」（2014年1月11日） - 宮島妙子 役
  - 「検事・朝日奈耀子15」（2014年5月24日） - 近藤朱里 役
- サスペンスオムニバス Y氏の隣人（1998年、TBS） - 林真理子 役
- 外科医・夏目三四郎（1998年、テレビ朝日系） レギュラー出演
- 京都始末屋事件ファイル（1999年、テレビ朝日） - 兵藤悦子 役
- 隠密奉行朝比奈 第2シリーズ 第7話「姫路城、吉原から来た側室」（1999年、フジテレビ） - 西の方 役
- はみだし刑事情熱系6（2001年、テレビ朝日系） - 江口尚子役
- 天国への階段（2002年、読売テレビ） - 及川加代子 役
- 月曜ミステリー劇場（TBS）
  - 「京舞妓殺人事件」（2003年） - 菊乃 役
  - 「ミステリー作家桜田桃子の冒険3」（2003年） - 河村まどか 役
- 子連れ狼2 第2話「一刀危機一髪!!獣たちに監禁された男と女!!」（2003年、テレビ朝日系） - 雪乃 役
- 八丁堀の七人（テレビ朝日系）
  - 第4シリーズ 第10話「切腹まであと二日!最後の激闘」（2003年） - おなつ 役
  - 第5シリーズ 第1話（SP）「美人女将が仕組んだ罠!悲しい過去が殺意を招く」（2004年） - おゆき 役
  - 第6シリーズ 第4話「昔、捨てた女!だまされた筆頭同心」（2005年） - おまつ 役
- ウルトラQ dark fantasy 第15話（2004年、テレビ東京系）
- 銭形平次　第10話（2004年、テレビ朝日系）
- 京都地検の女2 第3話「vs結婚女詐欺師の女! 遺産相続が招いた殺意!!」（2005年、テレビ朝日系）
- 新御宿かわせみ 第8話（2005年、NHK）
- プリマダム 第11話（2006年、日本テレビ）
- 水曜ミステリー9（テレビ東京）
  - 「事件記者 浦上伸介4」（2006年） - 河合真澄 役
  - 「看護師・戸田鮎子の推理カルテ」（2012年7月11日） - 江田まゆみ 役
  - 「多摩南署たたき上げ刑事・近松丙吉10」（2012年8月15日） - 槙野さおり 役
  - 「鉄道警察官・清村公三郎11」（2014年10月1日） - 今泉恵子 役
- 母親失格（2007年、東海テレビ・フジテレビ系） - 進藤若葉 役
- 遠山の金さん 第6話「消えた母!!金さんの危機と不良息子の愛…」（2007年2月27日、テレビ朝日） - おしず 役
- 月曜ゴールデン（TBS）
  - 「冠婚葬祭探偵」（2007年11月26日） - 沢渡百合子 役
  - 「おんな風来マジシャン・マリコの殺人事件簿」（2010年2月8日） - 鈴原香織 役
  - 「警視庁南平班〜七人の刑事〜3」（2011年5月16日） - 北川茜 役
- 相棒（テレビ朝日）
  - Season6 第9話（2007年12月19日） - 椿美穂 役
  - Season14 第5話（2015年11月18日） - 藤井玲子 役
- 篤姫（2008年、NHK） - 虎寿丸の母 役
- おせん 最終回（2008年6月24日、日本テレビ） - 矢田守の母 役
- トップセールス（2008年、NHK）
- 非婚同盟 （2009年、東海テレビ） - 社長秘書・小松 役
- 官僚たちの夏（2009年7月、TBS） - 庭野洋子 役
- その男、副署長 第3シリーズ 第4話（2009年11月5日、テレビ朝日系） - 吉崎仁美 役
- 金曜プレステージ（フジテレビ）
  - 「弁護士 朝吹里矢子」（2010年12月10日）
  - 「検事・霞夕子4」（2013年6月7日） - 金井美奈子 役
- ゆるテレ（SAナイト）「女将と常連客 - 隆元と伸子」 (2013年4月21日 - 、フジテレビ） - 伸子 役
- 新・刑事吉永誠一 第5話（2014年11月14日、テレビ東京） - 中西朱里 役
- 金曜プレミアム（フジテレビ系）
  - 「赤い霊柩車シリーズ35・黒の審判」（2015年6月26日） - 相沢里香 役
- 警視庁・捜査一課長 第5話（2016年5月12日、テレビ朝日） - 遠藤あかね 役
- 記憶捜査〜新宿東署事件ファイル〜（2019年2月1日、テレビ東京） - 高橋久美子 役

### 情報・バラエティ
- 和風総本家（2010年、テレビ大阪） - 厳格之進(西村和彦)の妻 綾野 役

### 舞台
- お隣の人々－喜びの歌編－佐伯家（2000年、博品館劇場） - 美晴 役
- 表白の時／小諸日記〜藤村と冬子（2001年、小諸市文化センター） - 木村隆 役
- ふるさとの詩（2002年、中日劇場） 演出／吉本哲雄
- 東京ギンガ堂公演　KAZUKI〜ここが私の地球（2004年、紀伊国屋ホール・ダニーケイシアター） 演出／品川能正 - 香月慶子 役
- 無頼の女房（2006年、THEATER TOPS） 演出／堤泰之

### CM
- 東横のれん街
- 白雪ととと
- シャープ 液晶ビューカム
- ライオン バファリンL  (1991年)
- National／panasonic 移動体通信システム (1992年)
- ロッテ “ディゼルパイ” (1992年)
- 大和證券 (1993年)
- 日立 マクセル (1994年)
- 参天製薬 サンテ40  (1994年)
- 日本生命 レディースリーグNEW  (1994年)
- 東芝 携帯電話 (1995年)
- たらみ “羅漢果”(1996年)
- ナショナル “パルックボール” (1998年)
- 花王 バブ (1998年)
- J-PHONE (2002年)
- 日本通運 (2003年)